# Hans Niederhauser (Maler)
Hans Niederhauser (* 1930 in Eschenz; heimatberechtigt in Wyssachen) ist ein Schweizer Maler.

## Leben und Werk
Niederhauser arbeitet seit 1976 als freischaffender Künstler und war ein Schüler von Hermann Knecht. Er ist Mitglied in der Thurgauer Künstlergruppe und erhielt 1963 den Migros-Kulturpreis. Seine Bilder stellte er im In- und Ausland aus. Niederhauser lebt mit seiner Frau, der Malerin Kundry, in Fruthwilen.

## Schriften
- mit Hedi Krähenmann (Text) und Herbert Schläger: Thurgau. Landschaft und See. Bodan, Kreuzlingen 1980.
- mit Werner Fritschi und anderen: Hans Niederhauser. Inspiration und Leidenschaft. Eigenverlag K. und H. Niederhauser, Fruthwilen 2002.